# Venting (Kernreaktor)
Als Venting (englisch venting: Belüftung, Entlüftung) bezeichnet man in der Reaktortechnik die kontrollierte Druckentlastung des Sicherheitsbehälters (engl. Containment) eines Kernreaktors, um dessen Bersten bei schweren Störfällen oder Unfällen zu verhindern.

## Technische Notwendigkeit
Im Falle eines schweren Störfalls kann durch ein Leck im Kühlkreislauf stark aufgeheiztes Kühlwasser in den Sicherheitsbehälter gelangen, dort verdampfen und damit den Innendruck erhöhen. Weiterhin können bei einer Kernschmelze große Mengen an Wasserstoff entstehen, die unter Umständen auch in den Sicherheitsbehälter gelangen. Dort kann der Druck so stark anwachsen, dass er ggf. den Auslegungsdruck des Sicherheitsbehälters überschreitet. Bei Bersten des Sicherheitsbehälters gelänge mit den entweichenden Gasen Radioaktivität in die Umwelt.

## Funktionsweise
Ein Sicherheitsventil soll bei einem schweren Reaktorunfall (siehe Auslegungsstörfall, Kernschmelze) ein Bersten des Volldruck-Sicherheitsbehälters infolge zu hohen Druckaufbaus verhindern. Durch das Ventil kann das überschüssige Gas gefiltert über einen Abluftkamin in die Atmosphäre abgegeben werden. Nach Angaben der Betreiber können die Filter die Radioaktivität der Luft bis zum Austritt ins Freie auf ein Hundertstel verringern.
Die Filterung mittels keramischer Filterkerzen konzentriert sich im Wesentlichen auf Schwebstoffe (radioaktive Partikel) und können daher auch verstopfen. Eine Filterung der aus dem Kern stammenden, teilweise radioaktiven Gase und Edelgase findet nicht statt.
Entsprechende Druckentlastungs- und Filtereinrichtungen waren für Druckwasserreaktoren 1987 bereits bekannt, ebenso für gasgekühlte Kernreaktoren. Für die Siemens AG reichte Werner Engl am 8. Mai 1987 ein unmittelbar auf die Anforderungen der Reaktor-Sicherheitskommission reagierendes Patent für eine „Druckentlastungs- und Filtereinrichtung für kerntechnische Anlagen, insbesondere für Siedewasserreaktoren“, ein.

## Gefiltertes Entlüften
Mittlerweile verfügt ein Großteil der Kernkraftwerke über sogenannte Containment-Filtered-Venting-Systeme. In solchen Systemen werden die austretenden Gase durch Wäscher und anschließende Filtration von Aerosolen und Radionukliden wie Iod und Caesium weitgehend befreit. In Deutschland sind Venting-Systeme zwecks Abfuhr des Gasgemischs über den Abluftkamin mit Radionuklid-Filterung seit 1986 als Wallmann-Ventile bekannt.

## Fallstudien
Ventile zur geordneten Druckentlastung des Sicherheitsbehälters sind weltweit unter unterschiedlichen Bezeichnungen verbreitet.

### Harrisburg
Während des Nuklearunfalls in Harrisburg wurden Druckentlastungen vorgenommen, wobei Radioaktivität freigesetzt wurde. Inwieweit dabei Radionuklide durch eine Filterung zurückgehalten wurden, ist nicht bekannt.

### Tschernobyl
Bei der Katastrophe von Tschernobyl hätte ein entsprechendes Ventil zur Druckentlastung bauart- und ablaufbedingt keine Wirkung gezeigt, da der RBMK-Typ über keinen Sicherheitsbehälter verfügt, der hätte bersten können. Zudem erfolgte die ursächliche Leistungsexkursion des Reaktorkerns nahezu augenblicklich und hätte somit keinen langsamen per Venting beherrschbaren Druckanstieg im Containment – wenn es eines gegeben hätte – verursacht.

### Fukushima Daiichi

Zuordnung von Druckentlastungen und Strahlungsmessungen während der Unfälle in Fukushima

Auch bei den  Vorfällen in Fukushima wurden Druckentlastungen vorgenommen. Inwieweit dabei Radionuklide durch eine Filterung zurückgehalten wurden, ist nicht in jedem Fall bekannt. In beiden Fällen wurde Radioaktivität freigesetzt. In Fukushima konnten einige aufgezeichnete Messwertspitzen zeitlich den Ventingereignissen zugeordnet werden. Die Schäden an den Behältern, Containments und Rohrleitungen der Reaktoren in Fukushima konnten wegen der noch laufenden Maßnahmen noch nicht untersucht werden.
Ein Abblasen radioaktiver Gasgemische aus dem Containment fand im März 2011 in einigen der schwer beschädigten Reaktorblöcke im japanischen Fukushima statt. Den Venting-Aktionen wurden jeweils Anstiege der Umgebungsradioaktivität zugeordnet. Die Mengen an explosivem und radioaktivem H2-Gemisch konnten nicht vollständig über den Kamin oder das Dach des Reaktorgebäudes nach außen abgegeben werden, sondern gelangten in nennenswertem Umfang vom Sicherheitsbehälter in den Raum oberhalb der Bedienungsebene. Die nachfolgenden Knallgas-Explosionen zerstörten den oberen Teil der Hülle der betroffenen Reaktorgebäude sowie einen Teil der enthaltenen Installationen.

### Fukushima Daini
Im nahegelegenen Kernkraftwerk Fukushima Daini musste während der Reaktorschnellabschaltung im März 2011 mit folgender Überhitzung der Kondensationskammern bei den Blöcken 1, 2 und 3 ein Ablassen von Dampf (und damit Innendruck) durch die Kamine vorbereitet werden. Letztlich konnten die Reaktoren auch ohne Venting gekühlt werden. Der Vorfall wurde als INES-3-Störfall eingestuft.